# Ducado da Áustria
O ducado da Áustria foi um estado do Sacro Império Romano-Germânico estabelecido em 1156 pelo Privilegium Minus, quando a antiga Marca da Áustria foi separada do ducado da Baviera e tornou-se um ducado em seu próprio direito.

## História

### Dinastia de Babemberga
Embora hoje seja intimamente associada com a dinastia dos Habsburgos, até 1246, a Áustria era uma possessão feudal da casa de Babemberga. O marquês Leopoldo IV foi leal aos Hohenstaufen na luta contra a casa dos Guelfos. Em 1139, depois que o rei Conrado III da Germânia depôs o duque da Baviera, o Guelfo Henrique, o orgulhoso, ele deu o ducado da Baviera para seu meio-irmão, o marquês Leopoldo IV. Em 1156 o imperador Frederico Barbarossa se aproximou de um acordo com os Guelfos. Na dieta imperial daquele ano em Ratisbona, Henrique II (irmão e sucessor de Leopoldo IV) teve que renunciar ao ducado da Baviera a favor de Henrique, o Leão. Em compensação, a Marca de Babemberga foi elevada a um ducado igual, confirmada por numerosos privilégios concedidos pelo Privilegium Minus em 17 de setembro.
O novo duque austríaco tornou o Palácio de Hofburg em Viena sua residência. Ele também fundou a Abadia Schottenstift, estabelecendo-se com monges irlandeses. As terras austríacas prosperaram, devido à sua localização favorável sobre o Danúbio, como uma importante rota de comércio de Krems e Mautern via Viena até a Hungria e o Império Bizantino. Por um curto período de tempo, os Babembergas vieram a ser uma das famílias governantes mais influentes do Sagrado Império, com um pico sob o reinado de Leopoldo V e Leopoldo VI. Em 1186, foi assinado o Pacto de Georgenberga com o soberano da dinastia Otacar, o duque Otocar IV da Estíria e, após a sua morte, em 1192, adquiriu-se as terras adjacentes da Estíria, no sul, que eram governados em união pessoal até 1918. Eles também expandiram seu território nas antigas terras da Baviera a oeste do rio Enns, ao longo do Traun para a cidade de Linz, a futura capital da Alta Áustria.

### Dinastia Habsburgo
Após a queda dos Otacar, os Habsburgos adquiriram a Áustria em 1278, governando pelos próximos 640 anos. Nos séculos XIV e XV, os Habsburgos começaram a se acumular outras províncias vizinhas da Áustria e Estíria. O ducado da Caríntia e o ducado do Carniola ficaram sob o domínio dos Habsburgo em 1335, e o condado de Tirol em 1363. Estas províncias, juntas, ficaram conhecidos como as Terras Hereditárias de Habsburgo, embora fossem, por vezes, todos agrupados simplesmente como Áustria. 
Os dois séculos seguintes foram bastante turbulentos para o ducado. Após o breve reinado agitado de Rodolfo IV, seus irmãos Alberto III e Leopoldo III dividiram o reinado. Em 1402, houve outra divisão na linha Leopoldiniana, quando o duque Ernesto tomou a Innerösterreich (Estíria, Caríntia e Carniola) o duque Frederico IV tornou-se o governante de Tirol e Áustria Anterior. Os territórios foram finalmente reunificada pelo filho de Ernesto, o imperador Frederico III de Habsburgo, após as extinções da linha Albertiniana (1457) e da linha Elder de Tirol (1490).
Em 1438, Alberto II da Germânia foi escolhido como o sucessor de seu sogro, o imperador Segismundo. Embora o reinado de Alberto tenha durado apenas um ano, a linha de Habsburgo foi levado ao trono imperial, e apenas dois não-Habsburgos reinaram entre 1438 e 1806, quando o Sacro Império foi dissolvido pelo imperador Francisco II. 

## Geografia
Primeiramente, o ducado foi relativamente pequeno na área, aproximadamente compreendendo o moderno estado austríaco da Baixa Áustria. Ele foi localizado nas margens norte e sul do rio Danúbio, a leste de do Enns. Era o local do carolíngio Awarenmark, um distrito do antigo Império Carolíngio.
Foi estabelecido por Carlos Magno em cerca de 800, mas perdeu-se para os invasores magiares em 907 na batalha de Pressburg, e re-estabelecida como Marca da Baviera depois da vitória do rei da Germânia Otão I na batalha de Lechfeld, em 955.
Drosendorf, Raabs, Laa e outras fortificações ao longo do rio Thaya, ao norte das históricas regiões Waldviertel e Weinviertel e separados pelo intervalo de Manhartsberg, marcou a fronteira com o ducado de Boêmia (elevado a um reino em 1198) e as terras da Morávia. No leste, a fronteira com o Reino da Hungria (atualmente na Eslováquia) tinham as planícies do rio Morava e a bacia Viena. Na margem direita do Danúbio, o rio Leitha marcou a fronteira germano-húngara durante séculos. No sul, a Áustria beirava as terras da Estíria, que foram elevadas a um ducado em 1180.